# Dolmayrac
 Dolmayrac  es una población y comuna francesa, en la región de Aquitania, departamento de Lot y Garona, en el distrito de Villeneuve-sur-Lot y cantón de Sainte-Livrade-sur-Lot.

## Demografía
| 471 | 487 | 530 | 567 | 550 | 525 |
| Para los censos de 1962 a 1999 la población legal corresponde a la población sin duplicidades (Fuente: INSEE [Consultar]) |     |     |     |     |     |